# Solitario Microsoft
Microsoft Solitaire (en español Solitario) es un juego de ordenador incluido con Microsoft Windows, basado en un juego de cartas del mismo nombre, también conocido como Klondike.

## Historia
Microsoft ha incluido el juego en su sistema operativo Windows desde 1990 en Windows 3.0. El juego fue desarrollado en 1989 por el entonces becario Wes Cherry. Los dorsos de las tarjetas fueron diseñados por la trabajadora de Macintosh Susan Kare.
Microsoft creó Solitaire para acercar a las personas al uso del sistema operativo, y a la vez ayudar a los usuarios que no estaban aún familiarizados con los interfaces de usuario gráfico con el uso del ratón, por ejemplo en la técnica de "arrastrar y soltar" necesaria para el movimiento de las cartas.
La disminución en la productividad de los empleados que juegan Solitaire ha sido una preocupación común desde que Microsoft decidió incluirlo en Windows. En 2006 un empleado de Nueva York fue despedido después de que el alcalde Michael Bloomberg encontrase el Solitaire en el ordenador de su oficina.
En octubre de 2012 junto con el sistema operativo Windows 8 Microsoft liberó una versión nueva de Solitaire que llamó Microsoft Solitaire Collection. Esta versión, diseñada por Microsoft Studios y desarrollada por Arkadium, es la primera en incluir anuncios, y ha introducido muchas características nuevas al juego.
Microsoft Solitaire celebró su 25.º aniversario el 18 de mayo de 2015. Para celebrar este acontecimiento, Microsoft albergó un torneo de Solitario en el campus de Microsoft y retransmitió el evento principal a través de Twitch. Jimmy Fallon hizo mención de esto en The Tonight Show y creó un vídeo de parodia sobre como Microsoft intentaba hacer que Solitaire sonase más divertido de lo que realmente es.
Desde julio de 2015, el solitario se encuentra dentro de Microsoft Solitaire Collection, junto con FreeCell y Solitario Spider. Viene incluido como software preinstalado en Windows 10.

## Características
Desde Windows 3.0 Solitaire permite seleccionar el diseño del dorso de las cartas, elegir si aparecerán una o tres cartas a la vez, cambiar entre puntuación "Las Vegas" y puntuación "estándar" o deshabilitar la puntuación. También es posible elegir un juego cronometrado que añade puntos adicionales al ganar. Hay un truco que permite que aparezca una sola carta en el modo de tres.
En la de Windows 2000 y versiones posteriores de Solitaire, hacer clic derecho en los espacios vacíos automáticamente mueve cartas disponibles a los cuatro montones de la esquina superior derecha, como en Freecell. Si el puntero del ratón está sobre una carta, un clic derecho moverá solo una carta a su montón, siempre que sea un movimiento posible. El doble clic izquierdo también moverá la carta al montón correcto.
Hasta la versión de Windows XP, los dorsos de tarjeta fueron los originales diseñados por Susan Kare, y algunos fueron animados.
En las versiones de Windows Vista y Windows 7 se guardaban las estadísticas de número y porcentaje de juegos ganados, y se permitía a los usuarios guardar juegos sin acabar y escoger distintos estilos de diseño de carta.
En las versiones de Windows 8 y Windows 10 (al igual que en la versión de Windows Phone) la denominación cambia a Microsoft Solitaire Collection y se añaden características nuevas que incluyen 5 modos de juego básicos (Klondike, Spider, FreeCell, Pirámide, y TriPeaks), retos diarios, logros de Xbox Live, tabla de puntuaciones, y la capacidad de guardar el progreso en la nube.

## Controversia de anuncio
A pesar de que Solitario fue incluido gratis durante 25 años, ya no fue así en Windows 8 o Windows 8.1. Microsoft produjo una nueva versión adware denominada Microsoft Solitaire Collection donde los usuarios podían descargar en la Tienda de Windows. Los 5 modos de juego básicos contienen anuncios al final de cada partida, y hay características nuevas añadidas en Windows 8 (Estrellas y Retos Diarios) dónde los usuarios verán anuncios de vídeo aproximadamente cada 15 minutos, pero solo entre juegos. Los usuarios opcionalmente podían pagar $1.49/mes o $10/año para conseguir la Edición de Premium del juego, el cual eliminaba todos los anuncios, da monedas dobles para completar Retos Diarios, y algunas bonificaciones .  Microsoft personalizaba los anuncios según lo que los usuario exploraban en internet.
Gizmodo dijo que el cambio como un "pagar y gana", escribiendo que "algo lo cuál viene en nuestro ordenador de fábrica es ahora corrompido por los anuncios." PC Gamer escribió: "Los anuncios en cuestión no son pancartas pequeñas que aparecen en el fondo de la pantalla mientras juegas. Sino que emergen de forma espontanea, algunos cada 15 segundos y otros cada 30 segundos, sin poder cerrarlos." El Telégrafo escribió que los usuarios califican esto como un desmotivamante que tendrían que pagar para jugar un juego sin ser "interrumpido por ráfagas de publicidad." Rock, Papel, la escopeta dijo que los cambios son una "señal particularmente desgarradora del tiempo" y que algunos usuarios lo encontrarían "profundamente siniestro" que "una empresa grande está reuniendo y almacenando cantidades vastas de datos en nuestros hábitos de informática, y no solo donde navegas."